# Луис Фонси
Луис Альфонсо Родригес Лопес-Сеперо (исп. Luis Alfonso Rodríguez López-Cepero; род. 15 апреля 1978, Сан-Хуан, Пуэрто-Рико), более известный как Луи́с Фо́нси (исп. Luis Fonsi) — пуэрто-риканский певец, автор песен и актёр. Наиболее известен своей совместной с Дэдди Янки песней под названием «Despacito», которая стала самой просматриваемой на видеохостинге YouTube (более 8 млрд просмотров), а также самой прослушиваемой на музыкальных стриминг-сервисах (более 4,6 млрд прослушиваний).

## Биография и карьера

### Ранние годы
Родился в Сан-Хуане, Пуэрто-Рико, в семье Альфонсо Родригеса (исп. Alfonso Rodriguez) и Делии Лопес-Сеперо (англ. Delia Lopez-Cepero). Семья переехала во Флориду, когда Фонси был ещё ребёнком. В 1995 году Фонси поступил в Университет штата Флорида с целью изучения музыки. Он также присоединился к школьному хору и пел с Симфоническим оркестром Бирмингема.

### Начало карьеры
В 1998 году Фонси записал свой первый альбом Comenzaré, который стал настоящим хитом в Латинской Америке. Его следующий альбом Eterno, вышедший в 2000 году, был таким же успешным. В этом же году Фонси записал дуэт с Кристиной Агилерой для её испаноязычного альбома Mi Reflejo.
В 2002 году вышли сразу два студийных альбома — испаноязычный Amor Secreto и англоязычный Fight the Feeling. Хотя последний продавался в США не очень хорошо, многие ожидали, что Фонси попытается покорить Штаты в будущем. В следующем году вышел новый альбом Abrazar la Vida, а сингл «Quien te Dijo Eso?» достиг высоких позиций в музыкальных хит-парадах. Шестой альбом Paso a Paso стал один из самых успешных в карьере исполнителя, cингл «Nada es Para Siempre» из которого занял первое место в чарте Hot Latin Songs и был номинирован на Латинскую Грэмми. C 2008 по 2014 год вышли ещё три студийных испаноязычных альбома Palabras del Silencio (продюсер — Коко Стамбук, для которого этот альбом стал первой работой после переезда в Мексику из Чили), Tierra Firme и 8, которые хорошо продавались в странах Латинской Америки, получая платиновые и золотые сертификации. Сингл «Aquí Estoy Yo» из Palabras del Silencio в 2009 году получил Латинскую Грэмми в номинации «Песня года».

### «Despacito»
В январе 2017 года была выпущена совместная песня с певцом и композитором Дэдди Янки под названием «Despacito», которая менее чем за полгода собрала более 6,7 млрд просмотров на YouTube, тем самым став одним из самых быстрорастущих видео на сайте. Сингл возглавил музыкальные хит-парады более чем в 35 странах и в июле 2017 года стал самым прослушиваемым на музыкальных стриминг-сервисах, опередив песню 2015 года «Sorry» канадского певца Джастина Бибера. Сам Фонси сказал, что он, конечно, хотел написать хит, но такого большого успеха не ожидал, добавив, что «просто хотел, чтобы люди танцевали».
4 сентября 2018 года выступил с этой песней на открытии международного конкурса песни «Новая волна» в городе Сочи.

### «Échame La Culpa»
16 ноября 2017 года Фонси выпустил новую песню «Échame La Culpa» при участии певицы Деми Ловато. Видеоклип на песню собрал более миллиарда просмотров на YouTube.
4 сентября 2018 года  также выступил с этой песней, с певицей Алсу на открытии международного конкурса песни «Новая волна» в городе Сочи.

## Личная жизнь
В 2006 году Фонси женился на пуэрто-риканской актрисе Адамари Лопес. Они развелись в 2010 году.. 20 декабря 2011 года в Майами у Фонси родилась дочь Микаэла от испанской модели Агьюды Лопес. Они поженились 10 сентября 2014 года после трёх лет совместной жизни. 20 декабря 2016 года у пары родился сын Рокко.

## Дискография
См. также «Luis Fonsi discography» в английском разделе.
Студийные альбомы
- Comenzaré (1998)
- Eterno (2000)
- Amor Secreto (2002)
- Fight the Feeling (2002)
- Abrazar la vida (2003)
- Paso a Paso (2005)
- Palabras del Silencio (2008)
- Tierra Firme (2011)
- 8 (2014)
- VIDA (2019)
- Ley de Gravedad (2022)

Альбомы-сборники
- Éxitos 98:06 (2006)
- 6 Super Hits (2009)
- Romances (2013)
- 2En1 (2017)
- Despacito & Mis Grandes Éxitos (2017)

Ремикс-альбомы
- Remixes (2001)